# Iyad Mohamed
Iyad Inomse M'Vourani Mohamed (ur. 5 marca 2001 w Dunkierce) – komoryjski piłkarz grający na pozycji defensywnego pomocnika. Jest wychowankiem klubu AJ Auxerre.

## Kariera klubowa
Swoją karierę piłkarską Mohamed rozpoczął w klubie AJ Auxerre. W 2019 roku zaczął grać w jego piątoligowych rezerwach i w sezonie 2019/2020 awansował z nimi do czwartej ligi. W 2021 roku stał się również członkiem pierwszego zespołu. 16 października 2021 zaliczył w nim debiut w Ligue 2 w przegranym 0:6 wyjazdowym meczu z Toulouse FC.
| Sezon   | Klub         | Kraj    | Rozgrywki              | Mecze | Gole |
| ------- | ------------ | ------- | ---------------------- | ----- | ---- |
| 2019/20 | AJ Auxerre B | Francja | Championnat National 3 | 11    | 0    |
| 2020/21 | AJ Auxerre B | Francja | Championnat National 2 | 8     | 0    |

## Kariera reprezentacyjna
W reprezentacji Komorów Mohamed zadebiutował 1 września 2021 w wygranym 7:1 towarzyskim meczu z Seszelami, rozegranym w Iconi. W 2022 został powołany do kadry na Puchar Narodów Afryki 2021. Na tym turnieju rozegrał jeden mecz grupowy, z Gabonem (0:1).